# Nivchi
I nivchi (o nivkh, nivkhi o giliachi, in russo нивхгу?, nivkhgu) sono un gruppo etnico della Russia che vive sulle rive del fiume Amur e nell'isola di Sachalin. I dati dell'ultimo censimento, risalenti al 2002, indicano una popolazione di circa 5.000 individui.
Nella lingua nivkh, il termine nivkh (plurale nivkhgu), significa  "persona".